# Phleum viniklarii
Phleum viniklarii là một loài thực vật có hoa trong họ Hòa thảo. Loài này được Röhl. miêu tả khoa học đầu tiên năm 1934.